# Leopold Schottlaender
Leopold Schottlaender (8. Mai 1860 in Bromberg, Provinz Posen, Königreich Preußen – 12. Januar 1919 in Berlin-Tiergarten, Deutsches Reich) war ein Kaufmann und Verleger in Berlin.

## Leben und Wirken
Leopold Schottlaender stammte aus einer jüdischen Familie, die aus Exin in der preußischen Provinz Posen kam. Der Vater Julius Schottlaender war Kaufmann in Bromberg, die Mutter war Lisette Hirschberg.
Leopold konnte nach dem Tod des Vaters die höhere Schule wegen fehlender finanzieller Mittel nicht beenden. Er machte eine Lehre im Modewarengeschäft M. Brilles in Greifenberg in Pommern. Danach arbeitete er in den Modehäusern Süssmann in Breslau und V. Manheimer in Berlin als Verkäufer.
1886 gründete Schottlaender die Zeitschrift Der Confectionair, die sich bald zum führenden Organ der Textil- und Bekleidungsbranche entwickelte. In dem Verlag L. Schottlaender & Co. verlegte er dazu Fachliteratur für Textilwesen und -handel. 1909 machte er seinen Stiefschwiegersohn Erich Greiffenhagen zum Miteigentümer.
1913 schied Leopold Schottlaender aus seinem Verlag aus.
1919 starb er in Berlin-Tiergarten und wurde auf dem Jüdischen Friedhof in Berlin-Weißensee bestattet.

## Ehen und Nachkommen
Leopold Schottlaender war mit Auguste Antonie Wiekmann (* 1861) in erster Ehe seit 1891 verheiratet. Sie hatten keine Kinder. 1896 wurden sie geschieden.
1899 heiratete er Rosa Stern (1867–1922). Diese brachte ihre Tochter Else mit in die Ehe. Deren Ehemann Erich Greiffenhagen wurde später Teilhaber des Verlages L. Schottlaender & Co.
Kinder aus der zweiten Ehe waren 
- Rudolf Schottlaender, Philosoph und Altphilologe in Ost-Berlin
- Hans Schottlaender, nach 1933 Kaufmann in der Schweiz